# Evgenij Rudakov
Evgenij Vasil'evič Rudakov (in russo Евгений Васильевич Рудаков?; Mosca, 2 gennaio 1942 – Kiev, 21 dicembre 2011) è stato un calciatore sovietico, di ruolo portiere.

## Carriera
È nato il 2 gennaio 1942 a Mosca. Giocò per la maggior parte della sua carriera nella Dinamo Kiev, con cui vinse fra l'altro la Coppa delle Coppe 1974-1975 e la Supercoppa Europea 1975. Fu calciatore sovietico dell'anno nel 1971 e vinse con la Nazionale una medaglia di bronzo ai Giochi olimpici del 1972, anno in cui fu anche finalista agli Europei e candidato al Pallone d'oro.

## Palmarès

### Giocatore

#### Club

##### Competizioni nazionali
- Campionato sovietico: 8

Torpedo Mosca: 1960
Dinamo Kiev: 1966, 1967, 1968, 1971, 1974, 1975, 1977
- Coppa dell'Unione Sovietica: 3

Dinamo Kiev: 1964, 1965-1966, 1974

##### Competizioni internazionali
- Coppa delle Coppe: 1

Dinamo Kiev: 1974-1975
- Supercoppa UEFA: 1

Dinamo Kiev: 1975

#### Nazionale
- Bronzo olimpico: 1

Monaco di Baviera 1972

#### Individuale
- Calciatore sovietico dell'anno: 1

1971
- Calciatore ucraino dell'anno: 1

1971